# علم الأحياء الزمني

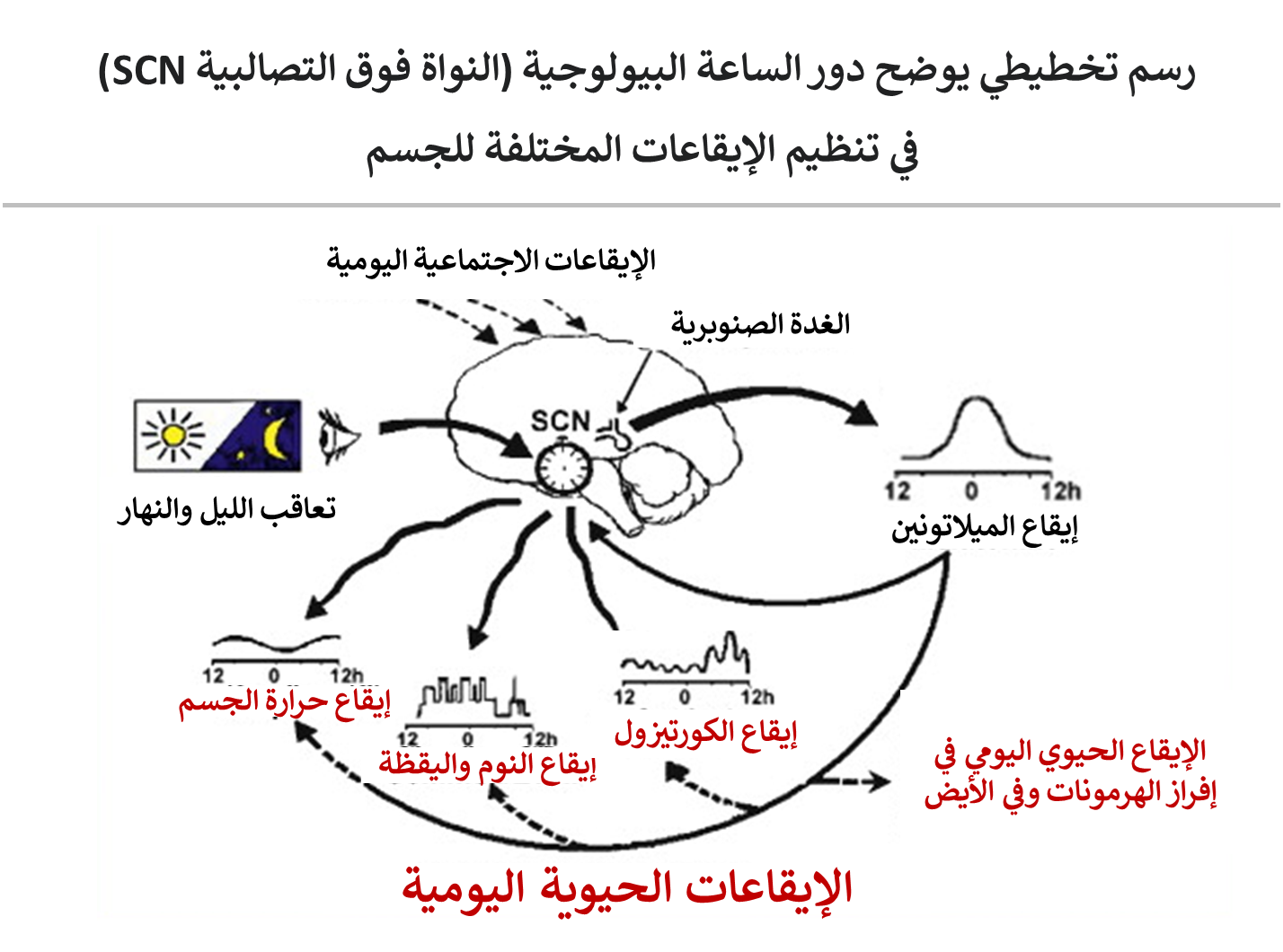
رسم تخطيطي يوضح دور الساعة البيولوجية (النواة فوق التصالبية SCN)

علم الأحياء الزمني (بالإنجليزية: Chronobiology)‏ هو فرع من فروع علم الأحياء، ويدرس الظاهرة الدورية في الكائنات الحية وطريقة تكيفها مع تعاقب الشمس والقمر، ومن المعروف بأن هذه الدورات تُعرف بالاتزان البيولوجي ؛ ويأتي علم البيولوجيا الزمني من أصل الكلمة الإغريقية القديمة χρόνος. حيث أن chrónos تعني الوقت أما بيولوجي فهي ترجع إلى دراسة الأحياء أو علم الحياة. وتستخدم مصطلحات كرونومكس وكرونوم لوصف عدة حالات إما للآليات الجزئية المشاركة في ظواهر البيوزمنية أو أكثر الجوانب الكمية للعلم البيولوجي الزمني وبالأخص تلك الجوانب التي تتطلب المقارنة بين الدورات في الكائنات الحية. والدراسات البيوزمنية تشتمل على مقارنة التشريح وعلم وظائف الأعضاء وعلم الوراثة والجينات والبيولوجيا الجزيئية وسلوك الكائنات الحية داخل الإيقاعات البيولوجية ولكن لا تقتصر على ذلك فحسب فهذه الدراسات تشمل جوانب أخرى كالتنمية والاستنساخ وعلم البيئة والتطور.

## الوصف
إن الاختلاف في التوقيت والفترة الزمنية في النشاط الإحيائي المرتبط بالكائنات الحية يحدث لأغراض بيولوجية أساسية. أولاً المجموعة (أ) تحدث في الحيوانات والغرض منها (الأكل والنوم والتزاوج والسبات والهجرة وتجديد الخلايا وما إلى ذلك). ثانياً المجموعة (ب) تحدث في النباتات (حركة الأوراق وردود الفعل الضوئي وما إلى ذلك) وإن ذلك يحدث في الكائنات الميكروبية مثل الفطريات والطفيليات أيضاً. وكذلك هذا التنوع موجود في البكتيريا، خصوصاً بين البكتيريا الزرقاء (وتعرف أيضاً بالطحالب الخضراء المُزرقه). وهناك إيقاعات أكثر أهمية في عالم البيولوجيا الزمني وهو إيقاع البيوزمنية حيث إنها تكون مستمرة طوال 24 ساعة متسلسلة في العمليات الفيزيولوجية في جميع الكائنات الحية. وإن المصطلح اللاتيني نظم يوماوي يعني «حول» أو «يوم» ويعني ما يقارب يوم واحد وهذا يعود على تنظيم الإيقاع اليومي.

### تنقسم الساعة البيولوجية إلى دورات روتينيه طوال 24ساعه:[3]
1.    نهارية: تصف الكائنات النشطة خلال النهار.
2.   ليلية: تصف الكائنات النشطة خلال الليل.
3.   شفقية: تصف الكائنات النشطة في الساعات الأولى من الفجر والغسق (مثل الغزال ذو الذيل الأبيض وبعض الخفافيش).
التحكم بالإيقاع اليومي يتم من قبل التطور الطبيعي ولكن الدورات البيولوجية فيتم التحكم بها من خلال إشارات خارجية. وفي بعض الأحيان تمر هذه الأنظمة المتعددة بعدة إيقاعات بقيادة الساعات اليومية لأحد الأعضاء (التي يمكن أن تتأثر أو يعاد تعيينها من قبل عوامل خارجية. وكما يتم التحكم  بالدورات الداخلية في النباتات عن طريق تنظيم نشاط البكتيريا ويحدث ذلك عن طريق التحكم في توافر المواد المركبة ضوئيا التي ينتجها النبات نفسه.

إيقاعات هرمونات الغدة النخامية: يخضع إفراز هرمون الغدة الدرقية (ثيروتروبين، TSH) لتغير يومي وفوق ديناميكي. تبلغ فترة الإيقاعات اليومية الساعة البيولوجية 24 ساعة، بينما تبلغ فترة النمط السريع (فوق يومية) حوالي 2.5 ساعة.

#### دورات هامه آخرى
1.   تحت يومية: هي دورات أطول من 24ساعة، مثل دورات الهجرة السنوية والتكاثر الموجودة في بعض الحيوانات والدورة الشهرية للإنسان.
2.   فوق يومية: هي دورات أقصر من 24 ساعة، مثل حركة العينين السريعة عند النوم REM90  دقيقة، دورة الأنف 4 ساعات، أو دورة إنتاج هرمونات النمو المستمرة لمدة 3 ساعات.
3.   دورات المد والجزر: وهي عاده ملاحظه في الحياة البحرية حيث تتتبع الانتقال من الأعلى إلى الأسفل والعكس خلال 24 ساعة.

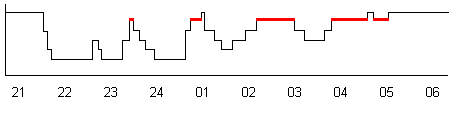
أيقاع فوق يومي للنوم واليقظة خلال الليل (حوالى 1.5 ساعة لكل دورة)، بالأحمر النوم المتناقض (REM)

4.   دورة القمر: تتبع الأشهر القمرية (29.5 يوما) فهي تتأثر بالحياة البحرية ومستوى المد والجزر الذي يخضع للدورة القمرية.
5.   إيقاع تقلب الجينات: حيث يتم التعبير عن بعض الجينات أكثر خلال ساعات معينه في النوم.
وتسمى الفترة الزمنية التي تكون فيها هذه العملية في أنشط حاله بالـ (acrophase) وعندما تكون أقل نشاطا تسمى (bathphaseوtroughphase) ويقاس مدى زيادة أو نقصان نشاط هذه العملية عن طريق قياس المدى أو السعه.

## تاريخ علم البيولوجيا الزمني
لوحظت الدورة البيولوجية لأول مرة في القرن 18 من قبل العالم الفرنسي جيان جيكس دي اورتس دي ميران  وذلك عندما قام بمراقبة حركة أوراق النباتات، وبعدها في عام 1751 قام عالم النبات والطبيعة السويدي كارل لينوس (كارل فون لينييه) بتصميم ساعة زهرية باستخدام أنواع خاصة من النباتات المزهرة وتم ذلك عن طريق ترتيب الأنواع المختارة على شكل نمط حلقي أو دورات حيث توضح الساعة الوقت على مدار الساعة كلما تفتحت الزهور في أوقات معينه، على سبيل المثال  استخدم فصائل متعددة من زهرة الأقحوان كزهرة لحية الصقر التي تتفتح أزهارها في الساعة 6:30 صباحا وزهرة (سن الأسد) التي لا تتفتح أزاهارها إلا بعد الساعة 7 صباحا. وتم وضع أساس علم الساعة الزمنية في Cold Spring Harbor Laboratory عام1960. كما اخترعت العالمة باتريشيا دي كورسي منحنى مرحلة استجابة الذي لا يزال يستخدم إلى الآن في هذا المجال.ويعتبر  الأمريكي فرانز هالبرغ من جامعة مينسوتا أبا لعلم البيولوجيا الزمنية الذي قام بصياغة الكلمة (إيقاع)، ولكن بالرغم من ذلك في عام 1970 تم اختيار كولين بيتندراي لقيادة المجتمع العلمي لعمل أبحاث تدرس الإيقاعات الزمنية، لأن هالبرغ اراد التركيز أكثر على القضايا الأنسانيه والطبية على عكس بيتندراي الذي أراد المزيد من التركيز على النمو والتطور والبيئة. لذلك قام أعضاء  المجتمع العلمي بأبحاث أساسية في جميع أنواع الكائنات الحية كالنباتات والحيوانات. حيث كانت هناك صعوبة في الحصول على تمويل لهذه البحوث والدراسات التي تجرى على أي كائنات حيه مثل الفئران والجرذان والبشر وذباب الفاكهة.

## التطورات الجديدة في علم البيولوجيا الزمني
قام جوي لوي (OHSU) وجوزفين اريندت من جامعة سري في المملكة المتحدة مع باحثين آخرين باكتشاف العلاج بالضوء وقسم الميلاتونين وذلك كوسيلة لإعادة إيقاعات الساعة البيولوجية للحيوان والإنسان. مثال (وجود مستوى عالي من الضوء في الليل يسرع إيقاع الساعة البيولوجية للقوارض من جميع الأعمار بنسبة 50% كالهامستر ويعتقد أن سبب ذلك عائد إلى محاكاة ضوء القمر). وقد يكون البشر نشيطين في الصباح أو المساء ويعتمد ذلك على علامات بيولوجيه تحدد نشاط الجسم حيث تسمى هذه العملية بالتنوع الزمني (chronotypes).
لقد تم تشكيل وتقديم مساهمات أساسية من قبل الأوروبيين في النصف الثاني من القرن العشرين مثل ما قام به العالمان جرغن اسكوف وكولين بيتندراي. حيث قام العالم بيتندراي بتتبع وجهات نظر وآراء مختلفة ومتكاملة عن الظاهرة المرتبطة بتوافر الضوء والساعة البيولوجية (حدودي ومستمر ونشط ومتدرج مقابل غير حدودي ومنفصل وطوري وفوري ومتعاقب). وترتبط الساعة البيولوجية أيضا بالنظام الغذائي حيث أنها لا تعتمد على تأقلم الكائن فقط وكما أنه لم يتم الاتفاق على موقع هذه الساعة في الجسم. ولكن العالم فولر مع علماء آخرين قاموا بتنفيذ دراسات على الفئران وتوصلوا إلى أن هذه الساعة تقع في المهاد الظهراني الإنسي وان هذه الساعة تسيطر على وظائف معينه مثل أوقات النشاط مما يؤدي إلى زيادة فرصة تحديد مصادر الغذاء للحيوانات حيث أن جميع ذلك يعتمد على تغذيه محدودة.

## مجالات أخرى في علم البيولوجيا الزمني
يعد علم البيولوجيا الزمني حقلاً متعدد التخصصات حيث أنه يتفاعل مع مجالات طبية ودراسات عديدة مثل طب النوم وأمراض الغدد الصماء والشيخوخة والطب الرياضي والفضائي والدورات الضوئية. وعلى الرغم من التشابه الموجود بين مصطلح البيولوجيا الزمنية والإيقاعات المنطقية إلا أن نظرية وتطبيق علم النظم البيولوجية يعتبر مثالاً تقليدياً جداً للعلوم غير المثبتة علمياً حيث أن هذه العلوم تحاول أن تصف أو تعبر عن مجموعه من التغيرات الدورية في السلوك البشري بناءً على تاريخ ميلاد الفرد لذلك هي لا تعتبر جزءاً من علم البيولوجيا الزمني.

## علم الأحياء الزمنيّ اليوم
يتوسَّع علم الأحياء الزمنيّ كثيرًا حول العالم. يرى المشتغلون بالطب والباحثون والعامة فوائد استخدام مبادئ علم الأحياء الزمنيّ في كل شيء بداية من صناعة الأدوية إلى تحديد الوقت الأفضل لممارسة التمرينات الرياضيّة. يُستخدم علم الأحياء الزمنيّ أيضًا لدراسة الجينات والغدد الصماء وعلم البيئة وطب الرياضة وعلم النفس، وهذا غيض من فيض.
```
نشأ من علم الأحياء الزمنيّ فرع علم الأدوية الزمنيّ والذي لقى رواجًا خاصًا. أنتجت لنا آلاف الدراسات معلومات عن الوقت المحدد الذي يجب تناول الدواء فيه لتقليل الأعراض الجانبيّة، ولكي نحصل على أفضل تأثير للدواء على العضو المستهدف أو المرض المطلوب علاجه، أو حتى لعرقلة العملية الفسيولوجيّة بالكامل. 
```

أضافت العديد من المؤسسات المرموقة أقسامًا ومعامل ومناهج جديدة تتمركز حول دراسة علم الأحياء الزمنيّ. وفَّرت تلك المؤسسات بحوثًا ورؤى ساعدت على تشكيل الطب الحديث وفهم الساعة البيولوجيّة الفطريّة لدينا. يُشار لهرمون الميلاتونين باسم «الهرمون الأم لعلم الأحياء الزمنيّ»، وكذلك تأثير الضوء على مختلف الأمراض والظواهر، جميعها كانت من الأجزاء المثيرة للاهتمام.
بالرغم من أن علم الأحياء الزمنيّ لازال علمًا في المهد، إلا أنه يوفِّر إمكانات لامتناهيّة. تتطور وسائل البحث العلميّ في علم الأحياء الزمنيّ باستمرار مما يعني أنه سيكون من العلوم الرائدة في المستقبل.

## فروع علم الأحياء الزمنيّ

### علم وظائف الأعضاء الزمنيّ

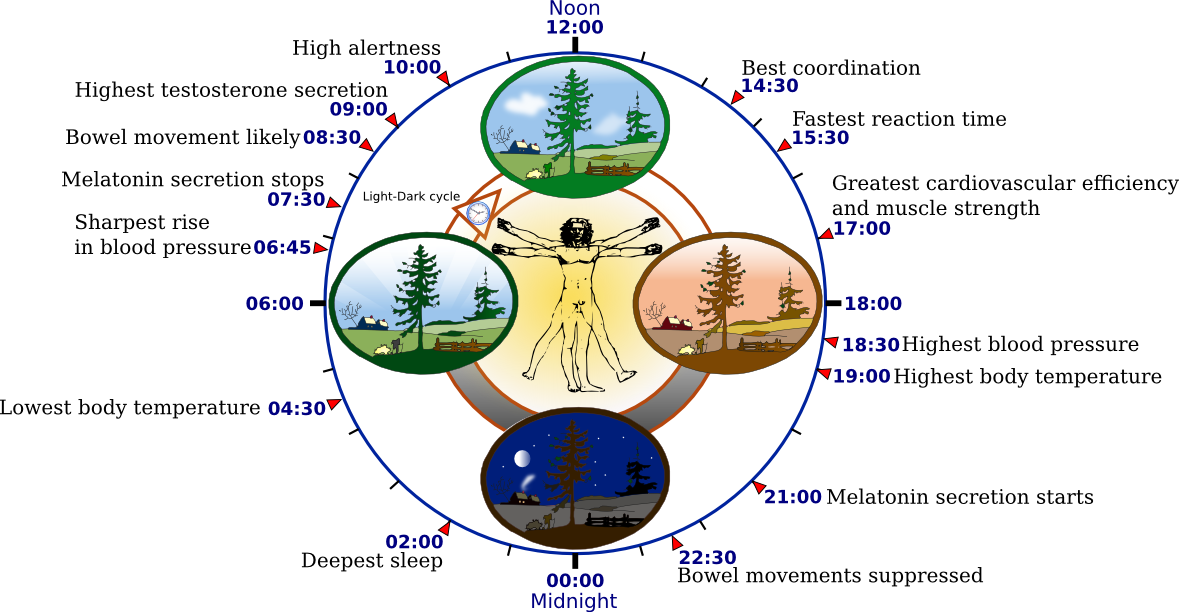
علم وظائف الأعضاء الزمنيّ

علم وظائف الأعضاء الزمنيّ أو علم الفسيولوجيا الزمنيّ هو فرع من علم الأحياء الزمنيّ يدرس توقيت تنظيم العمليات الفسيولوجيّة، ويشمل دراسة توقيت العمليات الحيويّة ويتعامل مع ظاهرة الأنواع الزمنيّة. يشرح علم وظائف الأعضاء الزمنيّ كيفيّة ارتباط توقيت العمليات الحيويّة والأجهزة البيولوجيّة مع بعضها. يتعرَّض جسدنا لدورة من 24 ساعة، وينظِّم العمليات الحيويّة خلال ساعة بيولوجيّة تمكننا من توقُّع الأحداث المتكررة يوميًّا والتكيُّف مع الظروف البيئيّة المختلفة بصورة مثاليّة فسيولوجيًّا.

### علم الأمراض الزمنيّ
يتعامل علم الأمراض الزمنيّ مع الخلل في التوقيت بالنسبة للعمليات الحيويّة. إنه يصف الظواهر ذات الخلل في الترتيب الزمنيّ بالإضافة لسمات هذه الأمراض وأسبابها والأهميّة التشخيصيّة لها والعلاج المُقترَح. تظهر بعض الأمراض في بعض الكائنات في أوقات معينة. للإيقاع السنويّ والأسبوعيّ تأثيرٌ على قابلية الإصابة ببعض الأمراض وعلى مُعدَّل حدوثها. يدرس علم الأمراض الزمنيّ هذه الظواهر المتغيرة في الاختلالات الوظيفيّة في أداء الأعضاء وفي الأمراض وعلاقتها مع دور الإيقاع النهاريّ الليليّ.

### علم الأدوية الزمنيّ
هو فرع من علم الأحياء الزمنيّ يدرس الساعة الداخليّة وعلاقتها بتأثير الأدوية العلاجيّة. إنه يستكشف سلوك الأدوية في الجسم وتأثير التركيب الزمنيّ على الأعضاء. تختلف تأثيرات الأدوية وأعراضها الجانبيّة تبعًا للوقت الذي تُستهلك فيه، وبالتالي فإن المعرفة بشأن التوقيت المناسب لتناول الدواء مهمة للغاية لعلاج الأمراض المختلفة.